# Chrysis apicalis
Chrysis apicalis es una especie de avispa del género Chrysis, familia Chrysididae. Fue descrita por Radoszkovsky en 1880.